# 流速
流速，是流体的流动速度。当流速很小时，流体分层流动，互不混合，称为层流，或称为片流；逐渐增加流速，流体的流线开始出现波浪状的摆动，摆动的频率及振幅随流速的增加而增加，此种流况称为过渡流；当流速增加到很大时，流线不再清楚可辨，流场中有许多小漩涡，称为湍流，又称为乱流、扰流或紊流。
这种变化可以用雷诺数来量化。雷诺数较小时，黏滞力对流场的影响大于惯性力，流场中流速的扰动会因黏滞力而衰减，流体流动稳定，为层流；反之，若雷诺数较大时，惯性力对流场的影响大于黏滞力，流体流动较不稳定，流速的微小变化容易发展、增强，形成紊乱、不规则的湍流流场。

## 流速测定
根据不同情况和要求，可以采用不同的方法和仪器进行量测，常用的方法和仪器如下。
- 皮托管：1732年由法国工程师H.皮托首创，至今仍是实验室内测量时均点流速的常用仪器。
- 旋桨（杯）式流速仪：有多种形式，可用于现场及实验室，都有一组可旋转的叶片，受水流冲击后的叶片转数与流速有一固定关系，可通过率定求得。采用适当装置将转数化为电讯号予以记录显示。
- 激光测速仪：最大优点是对所测流场无干扰。
- 热丝（膜）流速仪：可测瞬时流速、脉动流速及紊流流速的随机变化过程。
- 摄影法：根据曝光时间及亮点迹线长度推算流速。